# Història de la lluita a Catalunya
Història de la lluita a Catalunya. La lluita és un esport en el qual cada participant intenta derrotar el seu rival sense l'ús de cops. Per guanyar el combat s'ha de fer caure l'adversari a terra mantenint les seves dues espatlles fixes sobre el tapís, o bé es pot guanyar per punts.

## Història

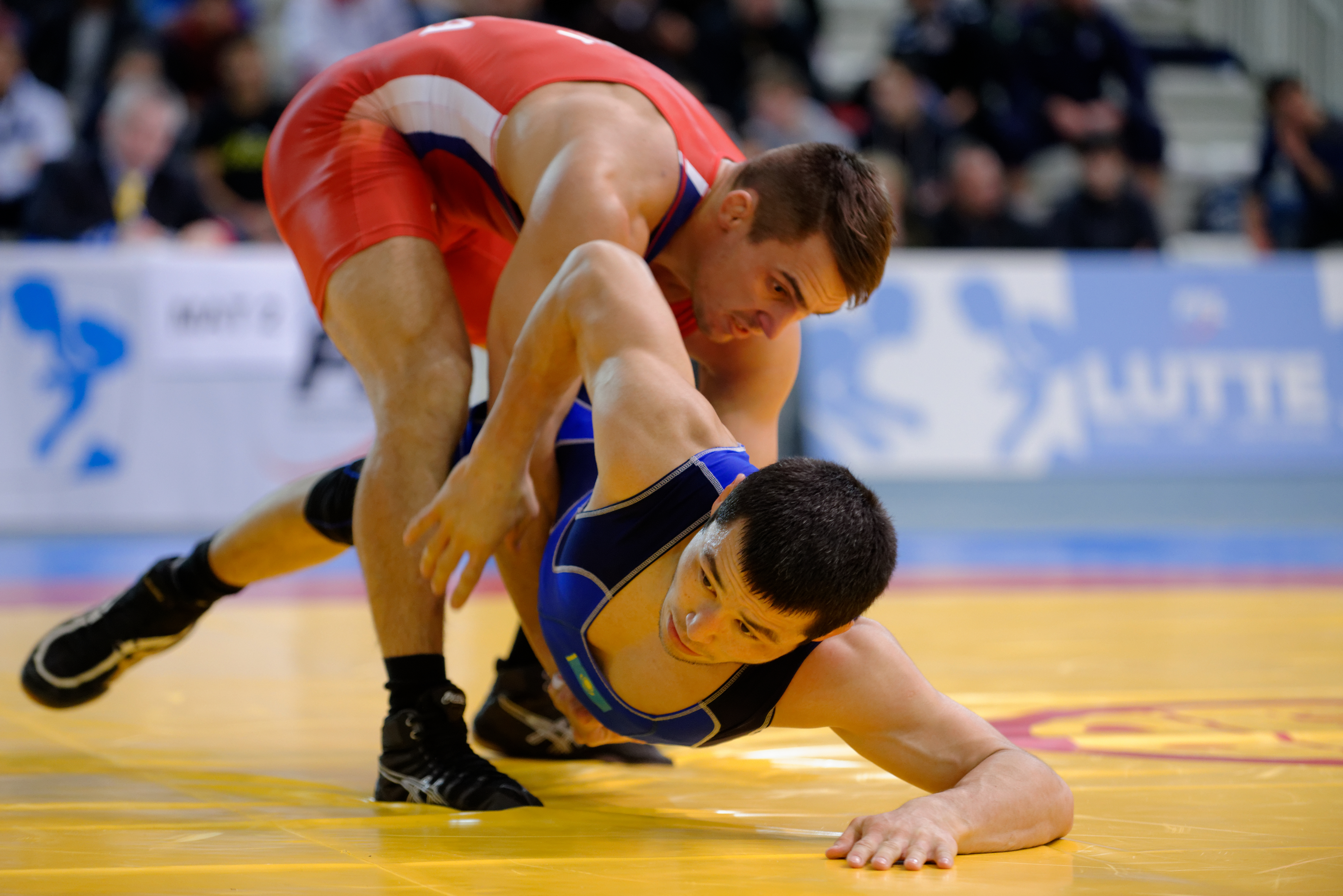
Lluita grecoromana

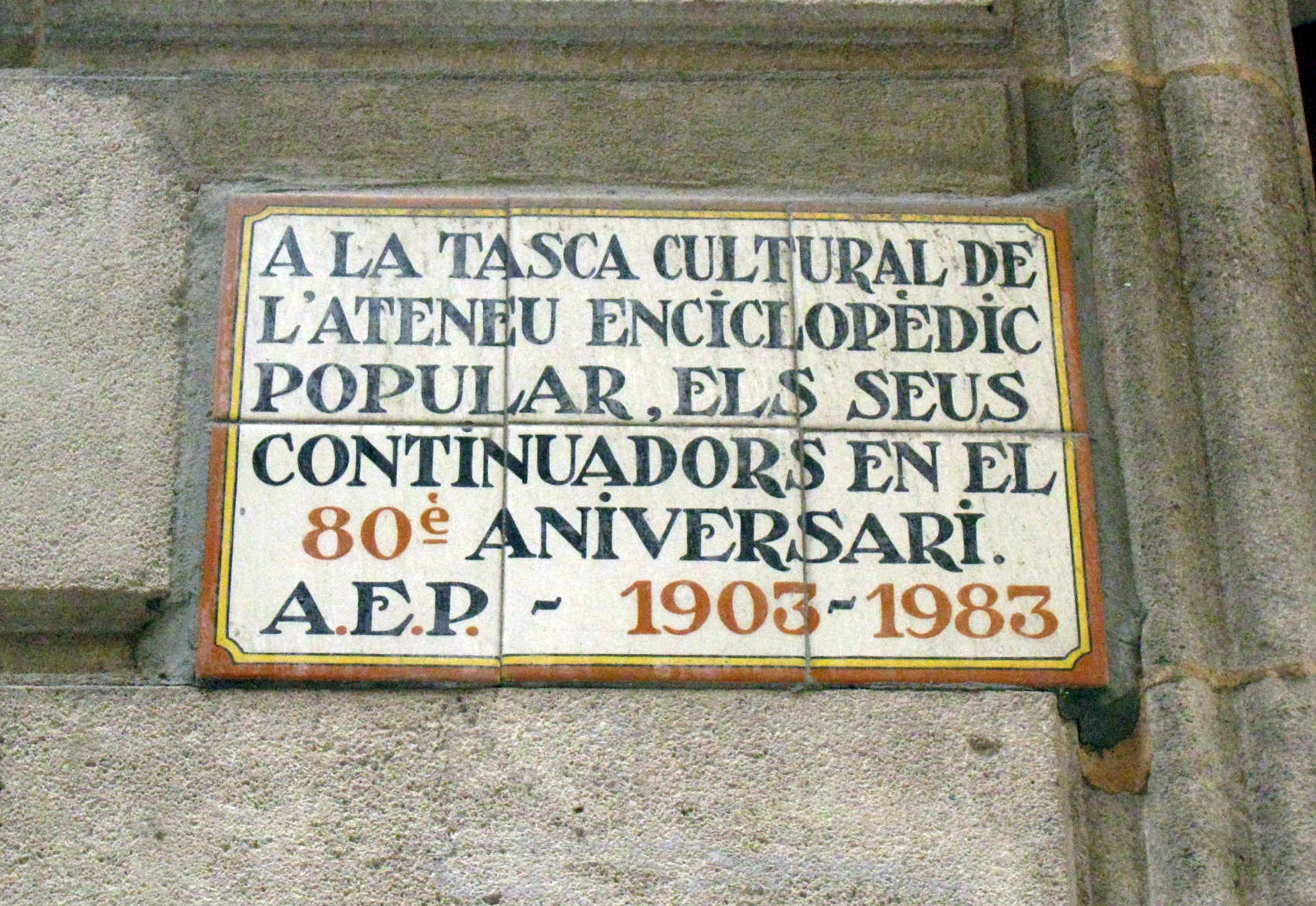
Ateneu Enciclopèdic Popular, placa al Carrer del Carme de Barcelona

La lluita entra a Catalunya a cavall entre els segles XIX i XX, a través dels diversos gimnasos que existien al país, difonent-se més tard a la resta de l'Estat espanyol. Entre aquests gimnasos que practicaren la lluita podem esmentar els gimnasos Vila, Tolosa, Solé, Mataró, Santanach, Bricall o el gimnàs Garcia-Alsina de Jaume Garcia i Alsina.
Des de ben aviat es començaren a crear campionats i festivals esportius, però com no existia cap ens regulador aquest eren organitzats pels mateixos gimnasos, per la premsa, com El Mundo Deportivo, o per altres clubs esportius com el CD Espanyol o el Català Sport Club.
Un dels primers clubs esportius amb secció de lluita pròpia fou l'Ateneu Enciclopèdic Popular, ja des del 1913, organitzador de diversos campionats catalans. Altres clubs que destacaren en la pràctica de la lluita foren el Casino Calellenc, l'Agrupació Olímpica, la Federació de Joves Cristians de Catalunya, i el Casal d'Esquerra d'Estat Català del Districte II de Barcelona. L'any 1933 es fundà el Centre Gimnàstic Barcelonès, un altre dels degans de la lluita a Catalunya.
La Federació Catalana de Lluita va ser fundada el 1924, essent president Jaume Garcia i Alsina. El mateix any es disputà el primer Campionat de Catalunya oficial de la modalitat de lluita grecoromana. El 1932 es fundà a Barcelona la Federació Espanyola, presidida pel mateix Garcia Alsina. Els primers campionats d'Espanya es disputaren un any més tard (1933) proclamant-se campiona la selecció de Catalunya.
La lluita lliure olímpica no s'implantà a Catalunya fins al 1970, mentre que la lluita femenina començà a disputar-se el 1998. L'especialitat anomenada sambo entrà el 1974 en categoria masculina i el 1984 en la femenina. Des de dècada dels seixanta fins l'2012 diversos clubs han estat fundats a Catalunya, el Club de Lluita Baró de Viver, Gimnàs Club Sant Adrià, Club de Lluita Ripollet, el Club de Lluita Sant Roc, Gimnàs Puig, Club de Lluita Olímpica La Mina, campió de Catalunya sènior l'any 2012, i el Club Esportiu de Lluites Olímpiques Hayastan. Fins a l'any 2012, Catalunya s'ha proclamat campiona d'Espanya de lluita grecoromana en 28 ocasions i de lluita lliure 11 ocasions.

## Lluitadors destacats
| Grecoromana - Josep Albert Recuero | Lliure - Eusebio Vicente Serna - Robert Cano | - Carlos Domínguez - Eva Serralta |